# 3305 Ceadams
3305 Ceadams è un asteroide della fascia principale. Scoperto nel 1985, presenta un'orbita caratterizzata da un semiasse maggiore pari a 2,6019844 UA e da un'eccentricità di 0,1529603, inclinata di 13,46612° rispetto all'eclittica.